# 봉화 축서사 석등
봉화 축서사 석등(奉化 鷲棲寺 石燈)은 대한민국 경상북도 봉화군 물야면 개단리, 축서사에 있는 고려의 석등이다. 1985년 8월 5일 경상북도의 문화재자료 제158호로 지정되었다.
8각 석등이며, 등불을 밝혀두는 화사석(火舍石)과 3단의 받침돌, 심하게 부서진 지붕돌을 갖추고 머리장식을 얹었다. 하대석에 새겨진 연꽃의 꽃잎 끝마다 작은 꽃 조각이 달렸다.

## 개요
축서사 내에 자리하고 있는 8각 석등으로, 등불을 밝혀두는 화사석(火舍石)을 중심으로 아래에는 3단의 받침돌을 두고, 위에는 지붕돌과 머리장식을 얹었다.
아래받침돌에는 연꽃을 새겼는데, 꽃잎의 끝마다 작은 꽃조각이 달려 있다. 그 위에 세운 가운데기둥은 약간 짧은 편으로 아래받침돌과 윗받침돌을 이어주고 있다. 윗받침돌의 밑면에는 아래와 대칭되는 연꽃조각을 두었다. 화사석은 네 곳에 창을 두어 불빛이 퍼져 나오도록 하였는데, 짧은 가운데기둥에 비해 몸집이 커보여 전체적으로 무거운 느낌을 주고 있다. 심하게 부서진 지붕돌은 특별한 조각을 두지 않았고, 꼭대기에는 지붕을 축소한 듯한 머리장식을 올려놓았는데 여덟 귀퉁이마다 조그마한 꽃조각이 솟아 있다.
전체적인 구성이나 조각기법으로 보아 고려시대 전기에 세웠을 것으로 추측된다.

## 같이 보기
- 축서사

## 참고 자료
- 축서사 석등 - 국가유산청 국가유산포털